# Tivoli
IBM Tivoli — кроссплатформенное ПО для управления информационными ресурсами в следующих областях:
- оперативный мониторинг (например, какие серверы или какое активное сетевое оборудование в данный момент работает или не работает), основные продукты: Monitoring, Network Manager, Composite Application Manager;
- мониторинг производительности (например, на сколько процентов загружены вычислительные мощности — позволяет планировать развитие инфраструктуры и предотвращать сбои, вызванные избыточной нагрузкой), основные продукты: Monitoring, Composite Application Manager, Netcool/Proviso;
- управление рабочими станциями (инвентаризация рабочих станций, управление программным обеспечением на рабочих станциях, управление уровнем обновлений операционных систем рабочих станций), продукты семейства Provisioning Manager;
- управление идентификационными данными сотрудников предприятия и управление доступом (системы однократного ввода логина/пароля, системы управления доступа к информационным ресурсам на основе учетной записи — логина, системы управления учетными записями, соответствие информационных ресурсов корпоративным политикам безопасности), основные продукты Identity Manager, семейство Access Manager, Security Compliance Manager;
- управление системами хранения (ленточными библиотеками, дисковыми массивами), продукты Storage Manager, Productivity Center, Storage Volume Control;
- управление активами предприятия (EAM), продукты семейства Maximo;
- мониторинг бизнес-процессов предприятия (корреляция состояния информационных ресурсов, решающих одну бизнес задачу, например, корпоративная почта, автоматизированная система обслуживания банкоматов), мониторы для руководителей ИТ-отделов предприятий, продукты Business Service Manager.